# Bernardus Hermanus Goudriaan

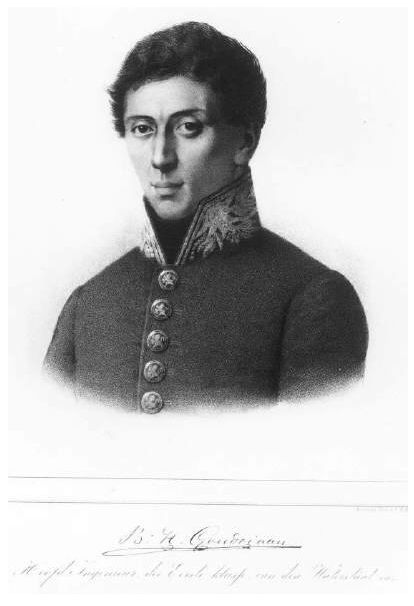
Portret van Bernardus Hermanus Goudriaan, waterstaatkundige, 1850

Bernardus Hermanus Goudriaan (Amsterdam, 5 juni 1796 – 's-Gravenhage, 13 mei 1842) was een Nederlands hoofdingenieur van Rijkswaterstaat. Hij is bekend van zijn advies over de eerste spoorwegplannen in Nederland.

## Levensloop
Goudriaan stamde uit een beroemd geslacht van waterbouwkundigen. Zijn vader was Inspecteur-Generaal van Waterstaat Adrianus Franciscus Goudriaan, die hem na het middelbaar onderwijs in het vak had opgeleid.

### Vroege carrière in de waterstaat
Terwijl zijn vader in 1815 onder Koning Willem I was benoemd tot Inspecteur-Generaal van Waterstaat, kreeg Goudriaan in 1815 een eerste betrekking als tijdelijk opzichter in het westelijk gedeelte van Staats-Vlaanderen met standplaats Breskens. In 1817 werd hij benoemd tot ingenieur 2e klasse. Toen zijn vader dat jaar in Breda de inspectie van de waterbouw in het zuidelijk deel van Nederland op zich nam, werd hij aan zijn staf toegevoegd. Met zijn vader maakte hij de volgende drie jaar vele inspectietochten in Noord-Brabant en Zeeland.
In 1802 werd hij belast met de voorbereiding van de aanleg van een kanaal van Maastricht naar 's-Hertogenbosch, dat het Zuid-Willemsvaart werd gedoopt. Het eerste werk bestond onder andere uit een kanaal van 's-Hertogenbosch naar Helmond, een sluizencomplex tussen Den Bosch en Veghel, bruggen ter plaatsen, en enige grondduikers onder het kanaal. In 1824 werd hij bevorderd tot ingenieur 1e klasse, en waarnemend hoofdingenieur.

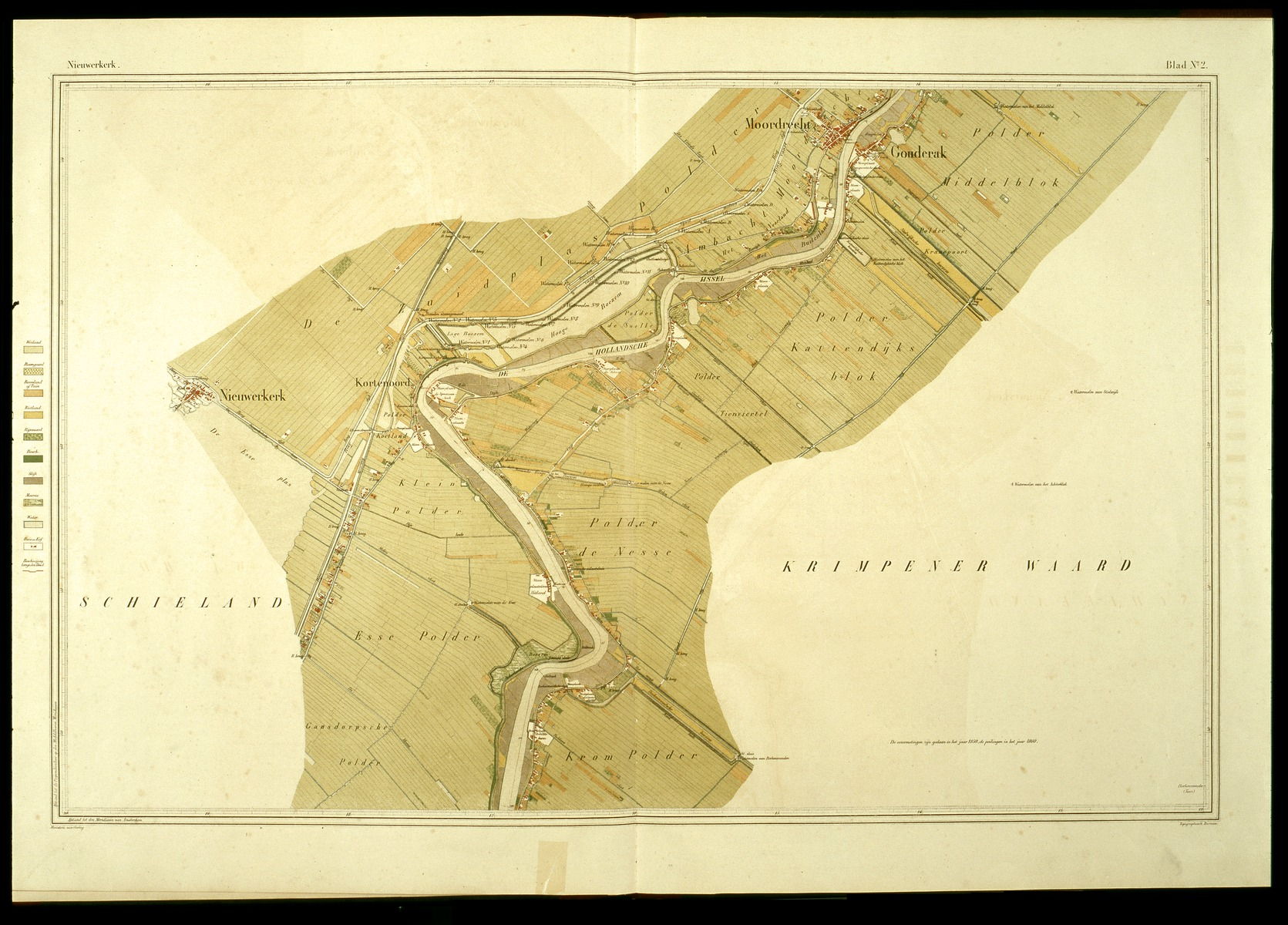
Kaart van de rivier de Hollandsche IJssel, 1830-1862

In 1825 werd hij hoofdingenieur en kreeg Maastricht als standplaats. In 1828 werd hij bij de algemene dienst van de waterstaat geplaatst, en ten tijde van de Belgische opstand ging naar 's-Gravenhage. Hier kreeg hij de opdracht tot het in kaart brengen van de Nederlandse rivieren. Dit werk zou zo'n vijfendertig jaar in beslag nemen, en werd na zijn dood voortgezet door Leopold Johannes Adriaan van der Kun. De algemene rivierkaarten van Nederland door B.H. Goudriaan en L.J.A. van der Kun verschenen van 1830 tot 1864 (zie afbeelding als voorbeeld), en werden in verschillende series onderverdeeld.

### Betrokkenheid bij spoorwegaanleg

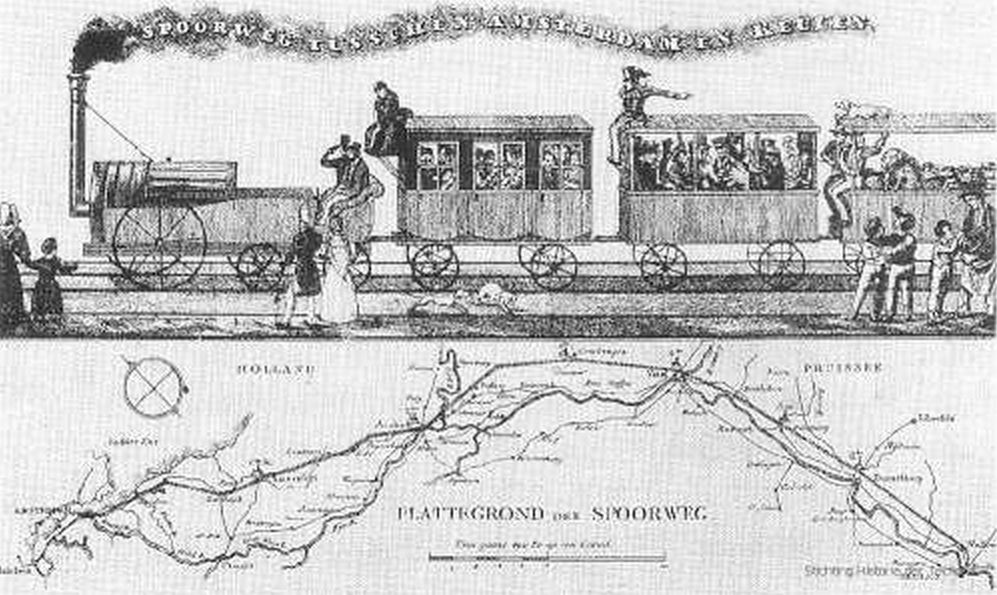
Prospectus voor het spoorwegplan Amsterdam-Keulen, 1832

Begin jaren 1830 werd Goudriaan als hoofdingenieur bij de algemene dienst belast met de plannen voor spoorwegaanleg, en ontwikkelde zich in die tijd tot een van Nederlands belangrijkste spoorwegdeskundigen. De Nederlandse artillerie officier en ondernemer William Archibald Bake (1783-1843), die later in Leiden de Grofsmederij zou oprichten, had de overheid verzocht om een concessie voor de aanleg ‘ijzeren weg’ van Amsterdam naar Keulen. Goudriaan kreeg van Willem I de opdracht dit plan samen met Bake verder uit werken, wat leidde tot een prospectus (zie afbeelding).
De geplande spoorwegtraject liep over Amersfoort en Doesburg naar de Pruisische grens bij Silvolde. Het plan werd geheel uitgewerkt en als zodanig aan de stad Amsterdam aangeboden ter beoordeling. De toen zeer conservatieve meerderheid van de Amsterdamse Kamer van Koophandel vond, op grond van het bestaan van de goedkope waterwegen van Amsterdam naar de Rijn, geen reden om het plan te steunen.

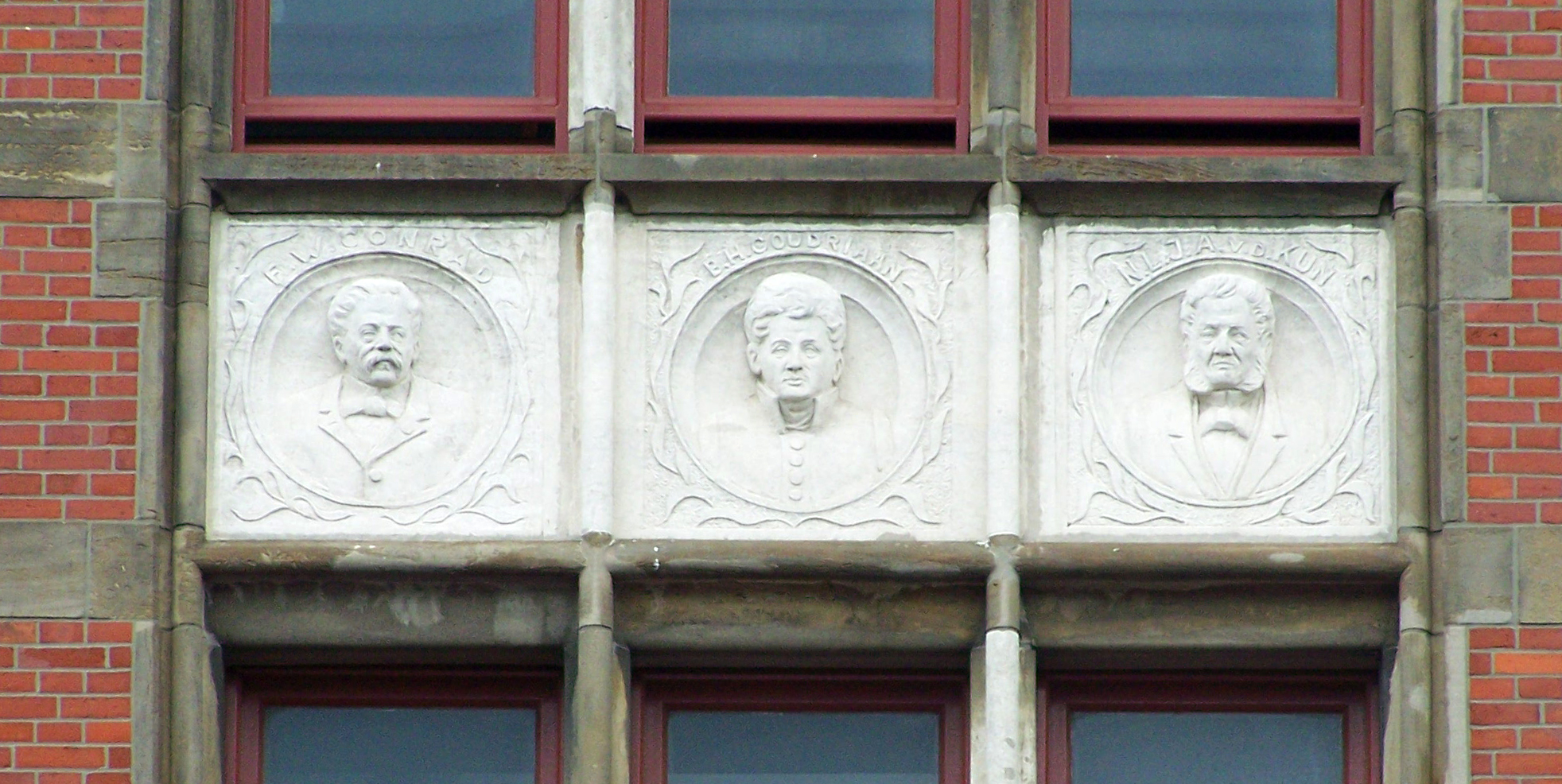
Afbeeldingen van F.W. Conrad, Goudriaan en L.J.A. van der Kun op de gevel van Station Amsterdam Centraal.

Koning Willem I benoemde op 19 februari 1836 een commissie, waarvan Goudriaan lid werd, om de condities te onderzoeken om in Nederland ijzeren spoorwegen aan te leggen. Deze commissie bracht reeds op 19 april 1836 een rapport uit, waarin werd aanbevolen, om vanuit het Rijk een lijn Amsterdam - Arnhem aan te leggen, en een lijn Haarlem - Amsterdam als proef in concessie uit te geven. Er werd een wetsontwerp voor de aanleg van de eerstgenoemde lijn ingediend, doch in de zitting der Tweede Kamer van 2 april 1838 verworpen met 46 tegen 2 stemmen. Willem I nam zeer spoedig daarna, op 30 april 1838, het besluit, dat de aanleg der lijn Amsterdam - Arnhem toch vanuit rijkswege zou geschieden, terwijl hij uit eigen fondsen een 4% lening van 9 miljoen gulden, die voor de aanleg gesloten werd, garandeerde. Ook werd de aanleg van een zijtak naar Rotterdam bij datzelfde besluit vastgesteld. Goudriaan werd met de aanleg belast. Bij zijn overlijden was reeds zeer veel van de aanleg geschied.
Goudriaan werd in 1833 tot correspondent, en in 1838 gekozen tot lid van de Koninklijke Nederlandse Akademie van Wetenschappen. Hij was ten tijde van zijn benoeming de tweede ingenieur in de academie, naast Dirk Mentz gekozen tot lid in 1827. In 1839 werd hij ook lid van het Bataafs Genootschap voor Proefondervindelijke Wijsbegeerte te Rotterdam.

### Personalia
Goudriaan trouwde op 7 Mei 1824 in Almelo met Diederika Johanna van Barneveld, en samen hadden ze 6 kinderen. Daar hij zijn gezin onbemiddeld achterliet, deed de toenmalige minister van binnenlandse zaken Willem Anne Schimmelpenninck van der Oye het voorstel, aan zijn weduwe een pensioen, groter dan waarop zij volgens de bestaande bepalingen recht had, toe te kennen, en dit vermeerderd pensioen, ter grootte van ƒ 500, heeft zij tot haar dood op 8 januari 1880 genoten. Van een dergelijke bepaling bestond slechts één precedent, aldus Ramaer (1911).

## Kaarten
- Algemene Rivierkaarten van Nederland door B.H. Goudriaan en L.J.A. van der Kun, gelithografeerd door het Topografisch Bureau, 1830-1864[6]
  - Serie I: De Rijn, Waal, en Merwede, Oude Maas en Nieuwe Maas en Dordtsche Kil 1830-1835.
  - Serie II: De Neder-Rijn, Lek, Nieuwe Maas en Noord.
  - Serie III: Gelderse IJssel, van Westervoort tot Kampen

## Publicaties
- Memorie ter vergelijking van schelpkalk en steenkalk, 's Gravenhage, 1832.
- Rapport van den hoofd-ingenieur bij den waterstaat, B.H. Goudriaan, wegens een gedaan plaatselijk onderzoek, omtrent het gebruik van sommige in Duitschland voorhande steensoorten, tot vervanging van de escosijnsche, doorniksche en vilvoordsche stenen: uitgebracht aan den minister van binnenlandsche zaken den 6den julij 1833. Algemeene Lands Drukkerij, 1833
- F. Baud. Proeve van een waterbouwkundigen cursus. Met een hoofdstuk over spoorwegen door Goudriaan.